# LGV Rhin-Rhône
LGV Rhin-Rhône este o Linie de Mare Viteză franceză dedicată traficului de pasageri, aflată în stadiul de construcție. Linia urmează să lege văile Rinlui cu ce a Ronului și va fi utilizată de trnuri TGV operate de compania franceză SNCF. Este primul proiect de anvergură de construcție al unei ilinii de mare viteză interregionale în Franța, celelalte linii existente având o configurație radială cu placere de la Paris. Singura excepție, LGV Interconnexion Est este de dimensiune mult mai redusă și este situată la periferia capitalei franceze. 

## Proiectul
LGV Rhin-Rhône este un proiect original deoarece permite în același timp realizarea de legături nord-sud și est-vest. În plus acesta are trei dimensiuni: una regională, una națională și una europeană. Principalele axe de transport deservite vor fi:
- nord-sud între Germania, nordul Elveției și estul Franței pe de o parte, și valea Ron-ului, și arcul mediteranean din Catalonia pâna la Coasta de Azur pe de altă parte:
- est-vuest între Londra, Bruxelles, Lille, regiunea Île-de-France și vestul Franței pe de o parte și regiunile franceze Bourgogne, Franche-Comté, sudul Alsaciei și Elveția pe de altă parte.

Traficul anual este estimat la 12 milioane de călători odată cu deschiderea primului tronson în decembrie 2011. Costul primei faze a investiției este estimat la 2,312 miliarde de euro iar construcția este asigurată de compania națională de infrastructură franceză RFF.

## Fazele
Proiectul LGV Rhin-Rhône a fost descompus în mai multe faze: :
- Ramura est, de la Mulhouse la Dijon (190 km de la Genlis la Lutterbach), ce cuprinde și construirea a două gări noi:
  - Besançon TGV pentru deservirea aglomerației orașului Besançon;
  - Belfort-Montbéliard TGV pentru deservirea aglomerațiilor orașelor Belfort și Montbéliard. Este o gară multimodală, fiind posibile legături cu rețeaua clasică;
- Ramura vest, ocolirea orașului Dijon și accesul la LGV Sud-Est prin intermediul liniei clasice îmbunătățite;
- Ramura sud, de la Dijon la Lyon

Ramura Est se află în stadiul de construcție începând din 2006, ramura vest se află în stadiul de anchetă publică pentru determinarea traseului exact iar ramura sud se află în etapa de studii tehnice. 

### Ramura Est
Protocolul de finanțare al primei faze a fost semnat la data de 28 februarie 2006 iar șantierul a debutat la jumătatea lui 2006. Lucrările de infrastructură au fost începute iar lucrările de echipamente feroviare se vor desfășura utilizând o bază de lucrări situată la Villersexel, Haute-Saône.
Lungimea liniei este de 148 km iar bugetul alocat de 2,312 miliarde de euro este defalcat astfel (în milioane de euro):
- RFF : 642
- Elveția : 66
- Bourgogne : 131
- Franche-Comté : 316
- Alsacia : 206
- Franța : 751
- Uniunea Europeană : 200

### Ramura vest
Scopul acesteia este acela de a asigura o deservire de calitate a agloerației orașului Dijon. Până în 2006 a fost decisă structura acesteia în interiorul aglomerației, unde va deservii o nouă gară multimodală în zona actualei gări Porte Neuve. Modalitatea de conectare cu LGV Sud-Est situată în vestul aglomerației nu a fost detaliată dar este foarte posibil ca aceasta să utilizeze actuala linie clasică, modernizată pentru a permite viteze ridicate. 

### Ramura sud
Scopul acesteia este de a asigura un serviciu de calitate pe relația nord-sud. Pentru relațiile naționale se așteaptă ca această să producă reduceri importante ale timpilor de parcurs. De asemenea linia poate oferi o alternativă la traficul de pe LGV Sud-Est care este aproape de stadiul de saturație. Împreună cu linia Haut-Bugey ce deservește Geneva și aflată actualmente în modernizare, va oferi o mai bună deservire a zonei alpine din estul Franței.

## Timpi de parcurs
După realizarea primei faze, timpii de parcurs vor fi modificați astfel::
- Mulhouse-Paris : 2h 30 față de 3h actualmente
- Mulhouse-Lyon : 2h 25 față de 3h 45 actualmente
- Mulhouse-Dijon : 1h 10 față de 2h 40 actualmente
- Strasbourg-Lyon : 3h 15 față de 4h 35 actualmente
- Montbéliard-Paris : 2h 20 față de 3h 30 actualmente
- Montbéliard-Dijon : 0h 50 față de 2h 15 actualmente
- Belfort-Paris : 2h 20 față de 3h 50 actualmente
- Belfort-Dijon : 0h 50 față de 2h 15 actualmente
- Dijon-Frankfurt : 3h 30 față de 6h 30 actualmente
- Dijon-Strasbourg : 2h 10 față de 3h 35 actualmente
- Besançon-Marsilia : 3h 35 față de 4h 15 actualmente
- Besançon-Zürich : 1h 55 față de 3h 25 actualmente
- Paris-Zurich : 3h 45 față de 4h 30 actualmente
- Paris-Basel : 2h 50 față de 3h 20 actualmente

După terminarea ramurii sud, timpii de parcurs vor fi reduși în continuare, astfel că traseul între Strasbourg și Lyon va fi de 2h 05, iar între Strasbourg și Marseille va fi de 3h 15.